# Wendy Fraser
Wendy Katrina Fraser (ur. 23 kwietnia 1963 w Bukobie) – szkocka i brytyjska hokeistka na trawie. Brązowa medalistka olimpijska z Barcelony.
Urodziła się w dzisiejszej Tanzanii. Zawody w 1992 były jej drugimi igrzyskami olimpijskimi. Wystąpiła w pięciu spotkaniach. Z reprezentacją Wielkiej Brytanii brała również udział w igrzyskach w Seulu cztery lata wcześniej. Brytyjki zajęły czwarte miejsce (5 spotkań). Z reprezentacją Szkocji brała udział m.in. w mistrzostwach Europy w 1987 i 1995.